# Pequena Taça do Mundo de 1957
A Pequena Taça do Mundo do 1957 foi a sexta e última edição da competição amistosa. Foi ganha pelo clube espanhol Barcelona (que já havia participado da segunda edição de 1953, ganha pelo brasileiro Corinthians), que levou o terceiro título para a Espanha (o Real Madrid a havia faturado por duas vezes), fazendo deste país o maior vencedor do torneio. 
Esta foi a última edição do campeonato com seu nome e grau de importância originais. Após a criação da Copa dos Campeões da Europa, os esforços dos clubes europeus eram todos para disputa da então novata copa, esvaziando o torneio venezuelano. O Real Madrid, campeão europeu em 1955-1956, participou da edição de 1956 da Pequena Taça do Mundo; campeão europeu também em 1956-1957, o Real Madrid não participou da edição de 1957 do torneio venezuelano, que acabou sendo a última edição do torneio em sua série original. 
Outras edições viriam a acontecer sem regularidade, com o nome de Troféu Cidade de Caracas, a partir de 1963, mas todas de caráter amistoso e sem a mesma qualidade dos seus participantes.
As edições de 27 e 28 de junho de 1957 do jornal espanhol El Mundo Deportivo sustentam que as equipes participantes daquela edição seriam o Barcelona, o Nacional de Montevidéu, o Sevilha e o Fluminense- ou seja, cotejando esta lista com a lista final de participantes, observa-se que o Botafogo substituiu o Fluminense no certame.

## Fórmula de disputa
Os 4 participantes jogaram em grupo único, todos contra todos, em turno e returno. O time que marcou mais pontos ao final do campeonato é declarado campeão.

## Tabela[carecede fontes?]
| 29 de junho de 1957 | Botafogo             | 2 – 0 | Sevilla | Estádio Olímpico de Caracas Público: Árbitro: |
|                     | Pampolini · Paulinho |       |         |                                               |

| 30 de junho de 1957 | Barcelona               | 2 – 0 | Nacional | Estádio Olímpico de Caracas Público: Árbitro: |
|                     | Villaverde 14' · Tejada |       |          |                                               |

| 4 de julho de 1957 | Sevilla                   | 2 – 2 | Nacional                      | Estádio Olímpico de Caracas Público: Árbitro: |
|                    | Quirro 30' · Doménech 40' |       | Troche 10' · Héctor Núñez 69' |                                               |

| 5 de julho de 1957 | Botafogo | 0 – 3 | Barcelona                              | Estádio Olímpico de Caracas Público: Árbitro: |
|                    |          |       | Eulogio 8' · Evaristo 27' · Tejada 51' |                                               |

| 7 de julho de 1957 | Botafogo                            | 4 – 0 | Nacional | Estádio Olímpico de Caracas Público: Árbitro: |
|                    | Didi 5' · Quarentina 41' · Paulinho |       |          |                                               |

| 8 de julho de 1957 | Barcelona                           | 3 – 2 | Sevilla             | Estádio Olímpico de Caracas Público: Árbitro: |
|                    | Evaristo (p) 18' 40' · Doménech 40' |       | Qirro 10' · Maraver |                                               |

| 10 de julho de 1957 | Botafogo                                    | 4 – 0 | Sevilla | Estádio Olímpico de Caracas Público: Árbitro: |
|                     | Paulinho 14' · Garrincha 40' 80' · Didi 40' |       |         |                                               |

| 11 de julho de 1957 | Nacional     | 2 – 3 | Barcelona                         | Estádio Olímpico de Caracas Público: Árbitro: |
|                     | Souto 3' 75' |       | Villaverde 14' 25' · Evaristo 32' |                                               |

| 13 de julho de 1957 | Sevilla                   | 2 – 2 | Barcelona                | Estádio Olímpico de Caracas Público: Árbitro: |
|                     | Arsenio 48' · Herrera 70' |       | Gensana 30' · Tejada 67' |                                               |

| 14 de julho de 1957 | Nacional | 2 – 2 | Botafogo | Estádio Olímpico de Caracas Público: Árbitro: |
|                     |          |       |          |                                               |

| 17 de julho de 1957 | Sevilla                   | 3 – 1 | Nacional   | Estádio Olímpico de Caracas Público: Árbitro: |
|                     | Arza 8' 68' · Pepillo 53' |       | Romero 70' |                                               |

| 18 de julho de 1957 | Barcelona                    | 2 – 2 | Botafogo                       | Estádio Olímpico de Caracas Público: Árbitro: |
|                     | Evaristo 3' · Villaverde 40' |       | Garrincha 69' · Oswaldo(?) 71' |                                               |

| Time      | Pts | J | V | E | D | GP | GC | SG  |
| --------- | --- | - | - | - | - | -- | -- | --- |
| Barcelona | 10  | 6 | 4 | 2 | 0 | 17 | 8  | 9   |
| Botafogo  | 8   | 6 | 3 | 2 | 1 | 14 | 7  | 7   |
| Sevilla   | 4   | 6 | 1 | 2 | 3 | 9  | 14 | -5  |
| Nacional  | 2   | 6 | 0 | 2 | 4 | 7  | 18 | -11 |

## Campeão
| Pequena Taça do Mundo de 1957 |
| ----------------------------- |
| BARCELONA Campeão (1º título) |